# Tiếng Ả Rập Taʽizz-Aden
Tiếng Ả Rập Ta'izz-Aden hoặc tiếng Ả Rập Nam Yemen (tiếng Ả Rập: لهجة تعزية-عدنية, đã Latinh hoá: lahja Taʿizzīyy-ʿAdanīyy) là một phương ngữ tiếng Ả Rập được nói chủ yếu ở Yemen và Djibouti lân cận. Ngoài ra, một số ít người nói có mặt ở Eritrea, phát sinh từ sự di cư của người Do Thái Aden trong suốt thế kỷ 20. Bản thân phương ngữ này được chia nhỏ thành các phương ngữ khu vực Ta'izz, được nói ở Ta'izz và Aden, được nói ở Aden.
Các ngôn ngữ tồn tại trong khu vực này trước khi tiếng Ả Rập xuất hiện đã có những tác động lâu dài đối với phương ngữ Ta'izz-Aden. Do lịch sử và sự cô lập tương đối về địa lý, nó đã phát triển một số biến thể ngữ âm và từ vựng nhất định.

## Phân loại
Tiếng Ả Rập Ta'izz-Aden được phân loại là một phương ngữ của tiếng Ả Rập Yemen, bản thân nó là một biến thể của tiếng Ả Rập bán đảo rộng hơn, và có nguồn gốc từ các khu vực phía tây nam Yemen và quốc gia Djibouti gần đó, với một số ít người nói ở Eritrea.
Năm 2016, ước tính có khoảng 10,48 triệu người trên toàn thế giới sử dụng phương ngữ Ta'izz-Aden. Ở những khu vực nói tiếng Ta'izz-Aden, để viết và chuẩn bị trước cho các bài phát biểu, tiếng Ả Rập chuẩn hiện đại thường được chọn thay thế tiếng Ta'izz-Aden, tương tự như hầu hết các phương ngữ trên khắp thế giới Ả Rập. Vì lý do này, tiếng Ả Rập và các phương ngữ khác nhau được phân loại là một ngôn ngữ gốc; một ngôn ngữ trong đó hình thức nói và hình thức viết là khác nhau.

### Biến thể
Có hai biến thể của phương ngữ Ta'izz-Aden là Ta'izz và Aden. Phương ngữ Ta'izz được nói chủ yếu ở tỉnh Ta'izz của Yemen và tỉnh Ibb lân cận, trong khi Aden được nói xa hơn về phía nam, trong chính Aden và các vùng nông thôn hẻo lánh gần đó. So sánh hai phân khu này, có một số khác biệt nhất định, phần lớn là do địa lý và lịch sử của các khu vực tương ứng.
Trong lịch sử, Aden từng là một cảng thương mại trên Ấn Độ Dương, đồng thời là điểm dừng chân trên Con đường Tơ lụa. Thậm chí ngày nay Aden vẫn tiếp tục là xưởng đóng tàu lớn nhất phục vụ đất nước Yemen, với ba cảng lớn nhất đều nằm trong thành phố rộng lớn hơn. Do vị trí của cảng ở rìa Ấn Độ Dương và tương đối gần Biển Đỏ, Aden cùng với khu vực xung quanh đã bị Vương quốc Anh thôn tính vào năm 1831 để sử dụng làm thương cảng trên tuyến đường giữa Ấn Độ, một thuộc địa khác, và bản thân nước Anh. Do đó, cảng chứng kiến sự nhập cư tạm thời từ cả Vương quốc Anh lẫn Ấn Độ thuộc Anh. Điều này dẫn đến sự tiếp xúc lớn hơn với các ngôn ngữ và nền văn hóa khác nhau so với Ta'izz xa xôi và biệt lập hơn. Do đó, phương ngữ tiếng Ả Rập Aden có tỷ lệ từ mượn cao hơn, đặc biệt là từ gốc Anh và Ấn Độ, so với hầu hết các phương ngữ tiếng Ả Rập khác.

## Lịch sử
Ngôn ngữ Ả Rập đương đại có nguồn gốc xa hơn về phía bắc so với Yemen, trong và xung quanh khu vực Hejaz ở Ả Rập Xê Út, và đến khu vực tây nam Yemen ngày nay sau các cuộc chinh phục ban đầu của người Hồi giáo trên bán đảo Ả Rập.
Trước khi tiếng Ả Rập ra đời, một nhóm ngôn ngữ được gọi chung là "tiếng Nam Ả Rập cổ" đã được nói ở khu vực ngày nay bao gồm phương ngữ Ta'izz-Aden. Các ngôn ngữ này có quan hệ gần gũi với nhau và được xếp vào ngữ tộc Semit, tương tự tiếng Ả Rập hiện đại. Từ những mẩu thông tin và bản ghi hạn chế hiện có của các ngôn ngữ đã tuyệt chủng này, cũng như bằng cách phân tích những hậu duệ hiện đại còn sót lại, các học giả đã cố gắng tái tạo và phân loại các đặc điểm của chúng. Từ những gì được tái tạo, có vẻ như các ngôn ngữ đã để lại ảnh hưởng đáng kể đối với phương ngữ Ta'izz-Aden, đồng thời là nguồn gốc của nhiều đặc điểm âm vị học và từ vựng độc đáo của phương ngữ.
Trong hai cách phân loại chính của các phương ngữ Ả Rập, cụ thể là sự ít di trú và du mục (đôi khi được gọi nhầm là Bedouin), phương ngữ Ta'izz-Aden thuộc về loại thứ nhất. Điều này đã được rút ra do sự khác biệt đáng kể về cả âm vị học lẫn từ vựng đã được quan sát thấy giữa các phương ngữ được sử dụng bởi các thị trấn của bán đảo Ả Rập và các phương ngữ được sử dụng bởi các dân tộc du mục trước đây của nó. Vì vùng nói tiếng Ta'izz-Aden, Tây Nam Yemen, là một trong số ít khu vực của bán đảo Ả Rập có đủ năng suất nông nghiệp để cho phép lối sống ít di trú, nên cư dân của khu vực này hầu như không di chuyển thường xuyên. Vì vậy, những lối sống này được phản ánh trong âm thanh và từ vựng của phương ngữ.

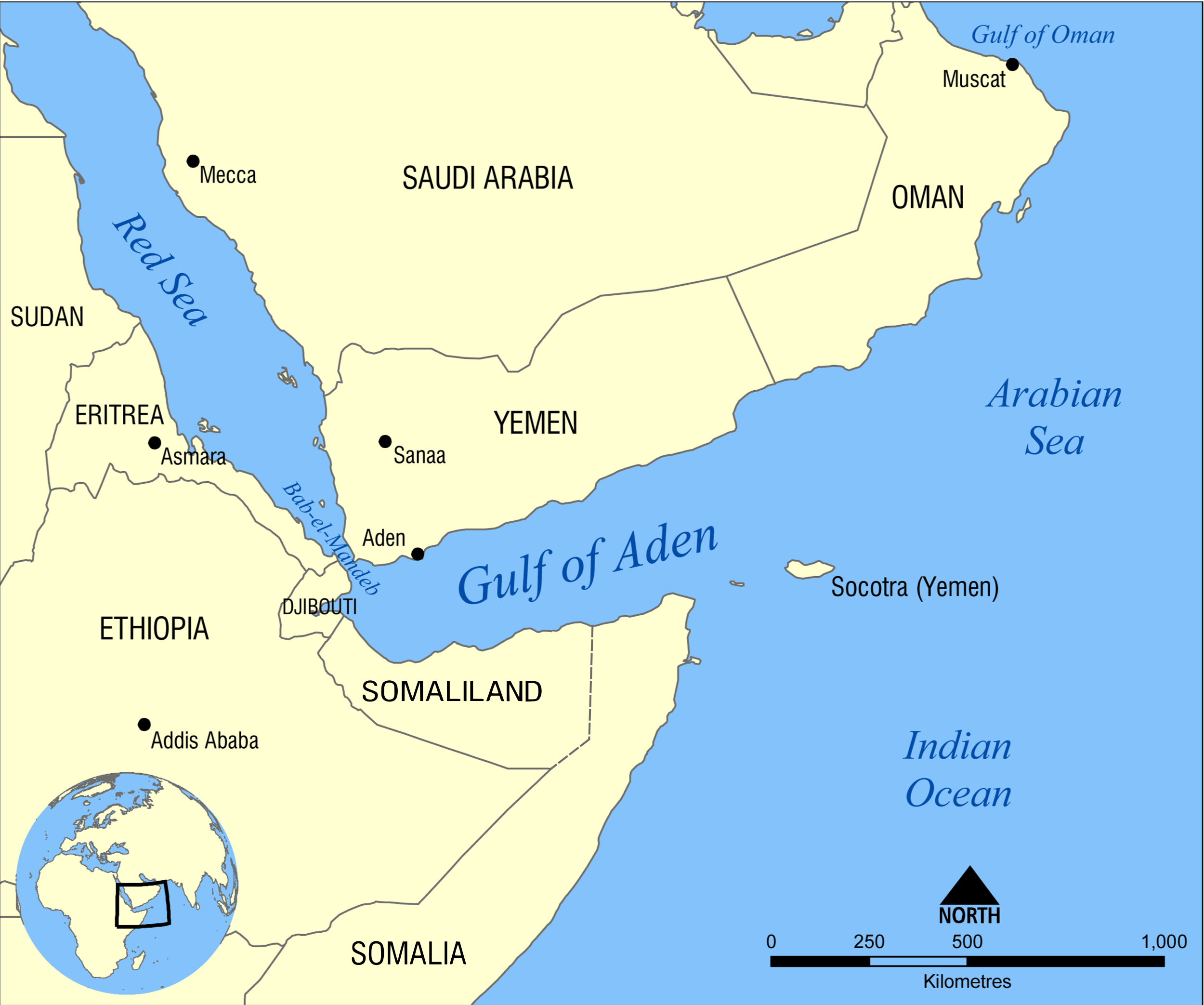
Bản đồ thể hiện vị trí của Yemen, Djibouti và Eritrea.

Ngoài ra, có một cộng đồng khá lớn gồm những người nói tiếng Ả Rập Ta'izz-Aden chủ yếu theo đạo Do Thái, sống ở quốc gia Đông Phi Eritrea. Trong lịch sử, người Do Thái đã hiện diện lâu dài tại vùng Aden từ khoảng 2000 năm trước, vào thời Vương quốc Himyar do người Do Thái ở Nam Ả Rập làm chủ. Những người Do Thái Aden này nói ngôn ngữ địa phương, tiếng Ả Rập Ta'izz-Aden, và không được coi là khác biệt về mặt dân tộc hoặc văn hóa với người Hồi giáo. Sau cuộc chinh phục Aden của Anh và việc thành lập Chính phủ bảo hộ Aden vào năm 1839, những người Do Thái Aden này, còn được gọi là người Aden, bắt đầu được xác định là một dân tộc riêng biệt với những cư dân khác trong khu vực, bất chấp lịch sử và ngôn ngữ chung của họ. Cuộc chinh phạt của Anh cũng dẫn đến sự gia tăng nhập cư của người Do Thái từ các khu vực khác của bán đảo Ả Rập đến Vùng bảo hộ Aden mới thành lập. Dưới sự cai trị của Anh, nhiều người Do Thái Aden nói tiếng Ả Rập Ta'izz-Aden đã thành lập các doanh nghiệp và cộng đồng thương mại ở lãnh thổ Eritrea gần đó của Ý. Năm 1947, sau thông báo về kế hoạch phân chia khu vực Palestine của Liên Hợp Quốc, các cuộc bạo động và biểu tình quy mô lớn đã xảy ra khắp Vùng bảo hộ Aden của Anh, dẫn đến cái chết của 82 người Do Thái Aden, khiến nhiều giáo đường Do Thái và các cơ sở kinh doanh thuộc sở hữu của người Do Thái bị phá hủy. Sau đó, đã có một cuộc di cư quy mô lớn của người Do Thái Aden, vì những người còn lại đã chạy trốn khỏi Aden hàng loạt, chủ yếu định cư tại các cộng đồng đã được thành lập trước đó ở Eritrea; vào thời điểm đó, đang thuộc của Ethiopia. Vì lý do này, vẫn tồn tại một cộng đồng nói tiếng Ả Rập Ta'izz-Aden tương đối lớn ở nhà nước Eritrea hiện đại.

## Âm vị học

### Phụ âm
|          |           | Môi | Răng/Lợi | Răng/Lợi | Ngạc cứng | Ngạc mềm | Tiểu thiệt | Yết hầu | Thanh hầu |
| thường   | trọng âm  | Môi |          |          | Ngạc cứng | Ngạc mềm | Tiểu thiệt | Yết hầu | Thanh hầu |
| -------- | --------- | --- | -------- | -------- | --------- | -------- | ---------- | ------- | --------- |
| Mũi      | Mũi       | m   | n        |          |           |          |            |         |           |
| Bật      | vô thanh  |     | t        | tˤ       | k         | k        | q          |         | ʔ         |
| Bật      | hữu thanh | b   | d        | dˤ       | ɡ         | ɡ        |            |         |           |
| Xát      | vô thanh  | f   | s        | sˤ       | ʃ         | x        |            | ħ       | h         |
| Xát      | hữu thanh |     | z        |          |           | ɣ        |            | ʕ       |           |
| Rung     | Rung      |     | r        |          |           |          |            |         |           |
| Tiếp cận | Tiếp cận  |     | l        |          | j         | w        |            |         |           |

- Các âm tắc ngạc mềm /k, ɡ/ cũng có thể được nghe như các âm tắc ngạc cứng [c, ɟ] tùy người nói.

### Nguyên âm
|      | Trước | Sau  |
| ---- | ----- | ---- |
| Đóng | i iː  | u uː |
| Giữa | eː    | oː   |
| Mở   | a aː  | a aː |

- Âm /i, a/ được nghe là [ɨ, ɑ] sau các phụ âm nhấn mạnh, dạng rút gọn được nghe là [ɨ̞, ʌ]. Ở vị trí giữa từ, chúng có thể được nghe là [ɪ, ä] và [ä] với dạng rút gọn được nghe là [ɒ].
- Các âm /a, aː/ và /u, uː/ có thể được nghe là [æ, æː] và [ʊ, ʊː] khi đứng trước các phụ âm được cấu âm trước.
- Các âm /e, eː/ và /o, oː/ cũng có thể được nghe như [ɛ, ɛː] và [ɔ, ɔː] ở nhiều vị trí khác nhau.[15]

## Từ vựng
Giống như nhiều phương ngữ, từ vựng tiếng Ta'izz-Aden có những yếu tố giúp phân biệt nó với các phương ngữ khác. Những khác biệt này phát sinh phần lớn là do thực tế lịch sử và địa lý đã nói ở trên của Tây Nam Yemen.
Một số ví dụ về sự khác biệt giữa tiếng Ta'izz-Aden và tiếng Ả Rập chuẩn hiện đại được phiên âm dưới đây, với bản dịch tiếng Việt kèm theo:
| Ả Rập Ta'izz-Aden | Ả Rập chuẩn hiện đại | Dịch tiếng Việt  |
| nidam             | alnizam              | hệ thống         |
| igtima            | liqa'                | cuộc họp/gặp mặt |
| obah              | lilaietina' b        | chăm sóc         |
| mudir             | mukhrij              | giám đốc         |
| ahyanan           | baed al'ahyan        | đôi khi          |
| safar             | lilsafar             | du hành          |
| sa'al             | yus'al               | hỏi              |